# Великий злам (фільм)
«Великий злам» — 98-й фільм із документального циклу «Невідома Україна. Нариси нашої історії», презентований авторами як науково-пізнавальна програма про трагедію Голодомору 1932-33 років. Українською мовою. Створений 1993 року кіностудією «Київнаукфільм».

## Сюжет
1928 рік започаткував першу п'ятирічку. В житті країни з'явилися поняття «індустріалізація», «колективізація». У містах на той час уже переважали нові порядки. Але в селах, де жила більшість населення України, зміни були незначними. Вирішено було запровадити примусову колективізацію, в села направлено двадцятип'ятитисячників. Це був великий злам у історії українського народу. Творчою групою представлено уважний аналіз та порівняння, підкріплені кадрами архівної хроніки, рідкісними документами та фотоматеріалами про трагедію Голодомору 1932—1933 років. Тривалість фільму близько 15 хвилин.

## Знімальна група
- Режисер: Сергій Лисенко
- Автор сценарію: Сергій Лисенко
- Оператор: Олег Модзелевський
- Над фільмом працювали С. Лисенко, О. Модзелевський, В. Марочко, О. Павлова, Є. Шаботенко, Т. Середа, П. Нещерецький, В. Хорольський